# بازده فتوسنتزی
بازده فتوسنتزی یا بهروی‌وری فتوسنتزی (به انگلیسی: Photosynthetic efficiency) کسری از انرژی نور است که در طی فتوسنتز در گیاهان سبز و جلبک‌ها به انرژی شیمیایی تبدیل می‌شود. فتوسنتز را می‌توان با واکنش شیمیایی ساده‌شده زیر توصیف کرد:
6 H 2 O + 6 CO 2 + انرژی → C 6 H 12 O 6 + 6 O 2
بازدهی را از نور خورشید به زیست‌توده را ارزش‌گذاری می‌کند.
| گیاه                        | بازده            |
| --------------------------- | ---------------- |
| گیاهان، معمولی              | > 0.1% 0.2-2%<1% |
| گیاهان محصول کشاورزی معمولی | 1-2%             |
| گیاهان C3، اوج              | 3.5%             |
| گیاهان C4، اوج              | 4.3%             |

در زیر تجزیه و تحلیل انرژی فرایند فتوسنتز از فتوسنتز توسط هال و رائو آمده‌است:
با افتادن طیف خورشیدی روی یک برگ آغاز می‌شود،
- ۴۷٪ به دلیل فوتون‌های خارج از ۴۰۰–۷۰۰ محدوده فعال نانومتر از بین می‌روند (کلروفیل فوتون‌های بین ۴۰۰ تا ۷۰۰ نانومتر استفاده می‌کند، با استخراج انرژی یک ۷۰۰ فوتون نانومتر از هر یک)
- ۳۰ درصد از فوتون‌های درون باند به دلیل جذب ناقص یا برخورد فوتون‌ها به اجزای غیر از کلروپلاست از بین می‌روند.
- ۲۴ درصد از انرژی فوتون جذب‌شده به دلیل تخریب فوتون‌های با طول موج کوتاه تا ۷۰۰ سطح انرژی نانومتر از بین می‌رود.
- ۶۸ درصد انرژی مصرف‌شده در تبدیل به گلوکز-d از بین می‌رود
- ۳۵ تا ۴۵ درصد از گلوکز توسط برگ در فرآیندهای تنفس تاریک و عکس مصرف می‌شود.

گزینش‌های مردمی برای سوخت‌های زیستی گیاهی عبارتند از: روغن نخل، سویا، روغن کرچک، روغن آفتابگردان، روغن گلرنگ، اتانول ذرت و اتانول نیشکر.